# Bán đảo Noto
Bán đảo Noto (能登半島 (Năng Đăng bán đảo) Noto-hantō) là một bán đảo nhô ra hướng bắc giáp biển Nhật Bản thuộc tỉnh Ishikawa. Đây cũng là bán đảo có diện tích nhô ra lớn nhất trên bờ biển Nhật Bản của Nhật Bản.